# Gilvan Rocha
João Gilvan Rocha (Propriá, 26 de agosto de 1932 – Aracaju, 22 de novembro de 2002) foi um político brasileiro, senador pelo estado de Sergipe de 1975 a 1983. Era membro do Movimento Democrático Brasileiro, o MDB. Candidatou-se ao governo de Sergipe em 1982, mas perdeu para João Alves Filho.